# Lista światowego dziedzictwa UNESCO w Gabonie
Lista światowego dziedzictwa UNESCO w Gabonie – lista miejsc w Gabonie wpisanych na listę światowego dziedzictwa UNESCO, ustanowionej na mocy Konwencji w sprawie ochrony światowego dziedzictwa kulturowego i naturalnego, przyjętej przez UNESCO na 17. sesji w Paryżu 16 listopada 1972 i ratyfikowanej przez Gabon 30 grudnia 1986 roku.
Obecnie (stan na lipiec 2021 roku) na liście znajdują się 2 obiekty: 1 o charakterze przyrodniczym i 1 o charakterze mieszanym. 
Na gabońskiej liście informacyjnej UNESCO – liście obiektów, które Gabon zamierza rozpatrzyć do zgłoszenia do wpisu na listę światowego dziedzictwa, znajduje się 6 obiektów (stan w roku 2021).

## Obiekty wpisane na listę światowego dziedzictwa UNESCO
Poniższa tabela przedstawia gabońskie obiekty na liście światowego dziedzictwa UNESCO:
Nr ref. – numer referencyjny UNESCO;
Obiekt – polskie tłumaczenie nazwy wpisu na liście wraz z jej angielskim oryginałem;
Położenie – miasto, prowincja; współrzędne geograficzne;
Typ – klasyfikacja według Komitetu Światowego Dziedzictwa:
- kulturowe (K),
- przyrodnicze (P),
- kulturowo–przyrodnicze (K,P);

Rok wpisu – roku wpisu na listę i rozszerzenia wpisu;
Opis – krótki opis obiektu wraz z informacjami o jego zagrożeniu.
| # | Nr ref. | Obiekt                                                                                             | Zdjęcie | Lokalizacja                                                                          | Typ (wraz z kryteriami) | Obszar (w ha) | Rok  | Opis |
| - | ------- | -------------------------------------------------------------------------------------------------- | ------- | ------------------------------------------------------------------------------------ | ----------------------- | ------------- | ---- | --- |
| 1 | 1147    | Ekosystem i krajobraz kulturowy Lopé-Okanda Ecosystem and Relict Cultural Landscape of Lopé-Okanda |         | Prowincja Ogowe-Ivindo Prowincja Ogooué-Lolo 0°30′00″N 11°30′00″E/0,500000 11,500000 | K, P (iii)(iv)(ix)(x)   | 491 291       | 2007 | Doskonale zachowane tropikalne lasy deszczowe i obszary sawanny, gdzie występuje wiele zagrożonych gatunków wielkich ssaków. Stanowiska rysunków naskalnych z okresu neolitu i epoki żelaza, świadectwo migracji plemion Bantu i innych ludów afrykańskich z zachodniej części kontynentu do północnych, żyznych regionów Konga oraz środkowo-wschodniej i południowej Afryki. |
| 2 | 1653    | Park Narodowy Ivindo Ivindo National Park                                                          |         | Prowincja Ogooué-Ivindo 0°24′22″N 12°38′27″E/0,406111 12,640833                      | P (ix)(x)               | 298 758       | 2021 | W większości porośnięty lasem deszczowym park narodowy z wieloma rzekami, kaskadami i wodospadami. Występuje tu wiele gatunków endemicznych ryb słodkowodnych; wiele gatunków ryb nie zostało jeszcze opisanych. Żyją tu zagrożone wyginięciem krokodyle wąskopyskie, słonie leśne, goryle nizinne, szympansy czy papugi żako.                                                 |

## Obiekty na Liście Informacyjnej
Poniższa tabela przedstawia obiekty na gabońskiej liście informacyjnej UNESCO:
Nr ref. – numer referencyjny UNESCO;
Obiekt – polska nazwa obiektu wraz z jej oryginałem na gabońskiej liście informacyjnej UNESCO;
Położenie – miasto, prowincja; współrzędne geograficzne;
Typ – klasyfikacja według zgłoszenia:
- kulturowe (K),
- przyrodnicze (P),
- kulturowo–przyrodnicze (K,P);

Rok wpisu – roku wpisu na listę informacyjną;
Opis – krótki opis obiektu wraz z informacjami o jego zagrożeniu.
| # | Nr ref. | Obiekt | Zdjęcie | Lokalizacja                                                                      | Typ (wraz z kryteriami)  | Obszar (w ha) | Rok  | Opis |
| - | ------- | --- | ------- | -------------------------------------------------------------------------------- | ------------------------ | ------------- | ---- | ---- |
| 1 | 1806    | Ekosystem Pigmejów i krajobraz kulturowy masywu Minkébé Ecosystème et paysage culturel pygmée du massif de Minkébé |         | Prowincja Woleu-Ntem 1°40′47″N 12°45′34″E/1,679722 12,759444                     | K,P                      | —             | 2003 |      |
| 2 | 2059    | Jaskinie w Lastoursville Grottes de Lastourville                                                                   |         | Prowincja Ogooué-Lolo 0°49′00″S 12°42′00″E/-0,816667 12,700000                   | K,P (iii)(vi)(vii)(viii) | —             | 2005 |      |
| 3 | 2060    | Park Narodowy Plateaux Batéké Parc national des Plateaux Batéké                                                    |         | Prowincja Górne Ogowe 2°05′13″S 14°00′35″E/-2,086944 14,009722                   | K,P (v)(vii)(viii)       | 204 854       | 2005 |      |
| 4 | 2061    | Park Narodowy Moukalaba-Doudou Parc National Moukalaba-Doudou                                                      |         | Prowincja Ngounié Prowincja Nyanga 2°26′08″S 10°25′18″E/-2,435556 10,421667      | K,P (iv)(vii)(x)         | —             | 2005 |      |
| 5 | 2062    | Park Narodowy Monts Birougou Parc national des Monts Birougou                                                      |         | Prowincja Ngounié Prowincja Ogooué-Lolo 1°46′07″S 12°15′55″E/-1,768611 12,265278 | K,P (vi)(ix)(x)          | —             | 2005 |      |
| 6 | 5418    | Dawny szpital Albert Schweitzera w Lambaréné Ancien Hôpital Albert Schweitzer de Lambaréné                         |         | Prowincja Moyen-Ogooué 0°42′01,0″S 10°14′14,7″E/-0,700275 10,237411              | K (iii)(vi)              | —             | 2009 |      |